# Syndikalismus
Syndikalismus je navrhovaný druh ekonomického systému, forma socialismu, zamýšlen jako náhrada kapitalismu. Syndikalismus navrhuje, aby průmyslová odvětví byla organizována na základě odborových organizací, (kon)federací a syndikátů. Jde o systém ekonomické organizace, ve kterém ekonomická odvětví vlastní a spravují daní pracovníci.
V teorii a praxi jde o obhajobu více kooperativních výrobních jednotek složených z odborníků a zástupců pracovníků v každé příslušné oblasti schopnosti jednat a řídit ekonomiku. Odkazuje také na politické hnutí a taktiky používané k dosažení tohoto typu systému.
Pro stoupence jsou odbory potenciálními prostředky jak překonat hospodářskou aristokracii a řídit společnosti spravedlivě a v zájmu informovaných a kvalifikovaných většin, a to prostřednictvím odborové demokracie. Průmysl v syndikalistickém systému by měl probíhat prostřednictvím družstevních svazů a na základě vzájemné pomoci. Místní syndikáty by komunikovaly s jinými syndikáty přes Bourse du Travail (burzu práce), která by kooperativně určovala distribuci komodit.
Pojem syndikalismus také odkazuje na taktiku dosažení tohoto sociálního zřízení, typicky vyložený v anarchosyndikalismu či de leonismu. Jejím cílem je dosáhnout generální stávky, ve které dělníci odmítnou dosavadní systém výroby následovaný organizací do konfederací odborů, jako je například CNT. Během historie syndikalismu byla reformační část syndikalismu zastíněna jeho revoluční částí, která ztělesňuje Iberská anarchistická federace, sekce CNT.